# When Hubby Wasn't Well
When Hubby Wasn't Well è un cortometraggio muto del 1911 diretto da Frank Wilson.

## Trama
Quando il marito sta male, in casa può succedere di tutto: fughe di gas, i soffitti crollano, l'acqua trabocca...

## Produzione
Il film fu prodotto dalla Hepworth.

## Distribuzione
Distribuito dalla Hepworth, il film - un cortometraggio di 114 metri - uscì nelle sale cinematografiche britanniche nel giugno 1911.
Si conoscono pochi dati del film che, prodotto dalla Hepworth, fu distrutto nel 1924 dallo stesso produttore, Cecil M. Hepworth. Fallito, in gravissime difficoltà finanziarie, il produttore pensò in questo modo di poter almeno recuperare il nitrato d'argento della pellicola.